# Nehatu (Lääneranna)
Koordinaten: 58° 34′ N, 23° 40′ O
Nehatu (deutsch Nehhat) ist ein Dorf (estnisch küla) in der Landgemeinde Lääneranna im Kreis Pärnu (bis 2017: Landgemeinde Hanila im Kreis Lääne) in Estland.

## Einwohnerschaft und Lage
Der Ort hat 28 Einwohner (Stand 31. Dezember 2011). Er liegt neun Kilometer östlich des Hafens Virtsu. Das heutige Dorf entstand als Zusammenschluss der kleinen Siedlungen Virita, Õeküla, Äärepere und Nehatu.

## Hof
Seit 1765 ist ein eigenständiger Hof in Nehatu urkundlich belegt. Ab 1847 war er mit den Gütern von Paatsalu (Patzal) und Illuste (Illust) in einer Hand. Letzter Privateigentümer vor der Enteignung im Zuge der estnischen Landreform 1919 war die adlige deutschbaltische Familie Maydell. Auf dem Hof wurde Gregor von Bochmann (1850–1930) geboren, der später Professor an der Kunstakademie Düsseldorf wurde.
Das eingeschossige Herrenhaus aus Stein entstand vermutlich im 19. Jahrhundert. Es wurde im 20. Jahrhundert zu einem zweigeschossigen Wohnhaus umgestaltet. Die historische Architektur ist nicht mehr sichtbar.

## Naturschutzgebiet
Das Dorf hat dem Naturschutzgebiet Nehatu (Nehatu looduskaitseala) seinen Namen gegeben, das seit 1957 existiert. Es erstreckt sich westlich und südwestlich des Dorfkerns. Das über tausend Hektar große Reservat dient vor allem dem Schutz des Niedermoors von Nehatu (Nehatu soo). Dort finden sich unter anderem Seeadler, Rohrweihen und Kraniche.